# Dieudonné Akkermans
Dieudonné Aloysius Maria Akkermans (Kerkrade, 21 december 1962) is een Nederlands bestuurder en politicus van het CDA.

## Biografie
Akkermans, van oorsprong bedrijfskundige (studie niet voltooid), was wethouder en locoburgemeester van de Limburgse gemeente Brunssum voor hij in februari 2005 benoemd werd tot burgemeester van de nabijgelegen gemeente Voerendaal. Op 16 mei 2008 volgde zijn benoeming tot burgemeester van Echt-Susteren en op 1 juli 2011 volgde het burgemeester van Eijsden-Margraten.
In het voorjaar van 2021 kwam Akkermans in opspraak door een bezoldigde nevenfunctie die hij vervulde bij de Stichting Instandhouding Kleine Landschapselementen in Limburg (IKL). Bij deze stichting blijkt directeur Herman Vrehen, voormalig CDA-gedeputeerde, tonnen aan subsidies doorgesluisd te hebben naar eigen bv's. Als voorzitter van de Raad van Toezicht komt Akkermans hierdoor in opspraak. Tijdens de raadsvergadering van dinsdag 20 april 2021 maakte Akkersmans bekend per direct op te stappen wegens de affaire.